# Cyclommatus metallifer otanii
Cyclommatus metallifer otanii es una subespecie de coleóptero de la familia Lucanidae.

## Distribución geográfica
Habita en Morotai (Indonesia).